# تام کلنسی رینبو سیکس سیج
تام کلنسی رینبو سیکس سیج (به انگلیسی: Tom Clancy's Rainbow Six Siege) یک بازی ویدئویی آنلاین در سبک تیراندازی تاکتیکی است که توسط یوبی‌سافت مونترآل توسعه یافته و به‌وسیلهٔ یوبی‌سافت منتشر شده‌است. این نسخه هفت سال پس از«رینبو سیکس: وگاس» و پس از لغو شدن یکی از عناوین این سری با عنوان فرعی «میهن‌پرستان»، در ۱ دسامبر ۲۰۱۵ برای مایکروسافت ویندوز، پلی‌استیشن ۴ و ایکس‌باکس وان عرضه شد، و همچنین دقیقاً پنج سال بعد در ۱ دسامبر ۲۰۲۰ برای کنسول‌های پلی‌استیشن ۵ و اکس‌باکس سری اکس/اس در دسترس قرار گرفت.
رینبو سیکس سیج نامزدی چهار جایزه و جایزه بهترین نمایش بازی و جایزه بهترین شخصیت سازی و جایزه بهترین بازی چندنفره آنلاین سال و همینطور جایزه بهترین و بی نقص ترین بازی چندنفره از لحاظ بصری و گرافیکی را کسب نمود. این بازی به‌طور کلی نقدهای مثبتی را از منتقدان دریافت کرد و به دلیل تمرکز بیشتر بر بازی چند نفره و مدت زمان بازی و تمرکز بر تاکتیک و کارگروهی ستایش شد؛ اما برای سیستم ارتقای کاربر و کمبود آن مورد انتقاد قرار گرفت.
این بازی در ابتدا فروش ضعیفی را تجربه کرد اما پس از مدتی شرکت یوبیسافت به دلیل استفاده از سیاست "بازی به عنوان خدمات" و پشتیبانی این بازی توسط انتشار بسته‌های الحاقی رایگان، بازیکنان بیشتری را به سمت این نسخه جذب کرد. در فوریه ۲۰۱۹ این بازی 350 میلیون کاربر همزمان را ثبت کرد. و ناکَفته نماند بازی جی تی ای 5 با ثبت 688 میلیون کاربر در 2 اکتبر سال 2018 میلادی در رتبه 1 و بازی فورتنایت با ثبت 561 میلیون کاربر در 11 مارس 2019 در رتبه 2 و بازی رینبو سیکس سیج با ثبت نزدیک به 350 میلیون بازیکن و ثبت بیش از 12 میلیون بازیکن آنلاین لحظه ای در 25 فوریه 2019 به طور غیر رسمی در رتبه سوم و بازی کال اف دیوتی وارزون با ثبت بیش از 100 میلیون بازیکن در اوایل سال 2020 در رتبه 4 و بازی راکت لیگ با ثبت بیش از 75 میلیون نفر بازیکن در رتبه 5 جزو پرفروش بازی های عرضه شده تاریخ و جهان قرار دارند 

## روند بازی
بازی تأکید زیادی بر تخریب محیط و همکاری بین اعضای گروه دارد. در هر بازی بین دو تا ده بازیکن در دو گروه آبی و نارنجی می‌توانند حضور داشته باشند که این دو گروه در هر دور به تناوب در دو نقش حمله و دفاع قرار می‌گیرند. در هر دو گروه مدافعان و مهاجمان شخصیت‌هایی از گروه‌های ضد تروریستی وجود دارند که قابلیت‌های هر کدام از این افراد منحصر به خود آن شخصیت‌ها می‌باشند. این ویژگی باعث می‌شود تا هر فرد با انتخاب یکی از شخصیت‌ها و استفاده از قدرت او به هم تیمی‌های خود کمک کند.
بازی به دو بخش تک‌نفره و بخش چندنفره تقسیم می‌شود. در بخش تک‌نفره برخلاف عنوان لغو شده رینبو سیکس: پاتریوت که بر داستان و روایت آن تمرکز داشت، در این عنوان بخش داستانی وجود ندارد و فیلم‌های کوتاه برای کاربر توضیح داده می‌شود. درونمایه داستانی بازی دربارهٔ مواجهه گروه رینبو با یک گروه تروریستی به نام ماسک سفیدها  است که برای ایجاد آشوب به صورت بی‌هدف در چند کشور دست به عملیات‌های گروگان‌گیری و بیو تروریستی زده‌اند. زنی با نام مستعار «شش» (با بازی آنجلا باست) که رهبر گروه رینبو می‌باشد از اعضای گروه می‌خواهد تا برای مردم بی دفاع در برابر ماسک سفیدها به منزله یک سپر باشند و از مردم دفاع کنند.
در بخش چندنفره (که تمرکز سازندگان بیشتر بر روی بازی آن لاین است) بازی به دو بخش آسان و سخت یا
درجه‌بندی شده تقسیم می‌شود که این خود به سه بخش گروگان تصرف منطقه بمب تقسیم می‌شوند در ابتدای هر سه نوع بازی در یک زمان آماده‌سازی که حدود ده ثانیه تا یک دقیقه است بازیکنان مهاجم باید با پهپادهای خود مکان گروگان، بمب‌ها و منطقه ای که باید تصرف شود را پیدا کنند و بازیکنان مدافع باید با نابود کردن پهپادها (دِرون) از این کار جلوگیری و منطقه را تقویت کنند. پس از این مدت فاز عملیاتی از یک تا ده دقیقه شروع می‌شود و مهاجمان باید در زمان مشخص گروگان را نجات بدهند یا بمب را خنثی کنند.

### حالت‌ها

#### بخش تک نفره
در این بخش ده مرحله تمرینی وجود دارد که بازیکنان تازه‌وارد می‌توانند با انجام این مراحل با حالات، مکانیک‌های روند بازی و با تعدادی از اپراتورها و قابلیت‌های آنان آشنا شوند. این بخش به دلیل عدم وجود داستان کامل، حالت داستانی ندارد؛ لیکن، توضیحات و فیلم‌های مربوط به مراحل، بازیکنان را با زمینه داستانی بازی آشنا می‌کند. تمام بخش‌ها و مراحل در این قسمت تک‌نفره است و می‌توان آن را به صورت آفلاین بازی کرد با این حال مرحلهٔ آخر این بخش به نام "بند پنجم" در این بخش نیاز به اتصال اینترنت دارد و اتمام آن همکاری به چهار یار دیگر را می‌طلبد.

#### بخش چند نفره
- گروگان: در این بخش یک گروگان در بازی وجود دارد که بازیکنان مهاجم باید گروگان را بیابند و در نقاط مخصوصی از نقشه وی را آزاد کنند و بازیکنان مدافع از این عمل جلوگیری کنند. مهاجمان و مدافعان باید از گروگان مراقبت کنند و مانع از کشته شدن وی شوند (به خصوص افراد هم تیم). در این بخش بازیکنان مهاجم می‌توانند تمام مدافعان را نابود کنند یا گروگان را آزاد کنند بنابراین مهاجمان این توانایی را دارند که بتوانند گروگان را حرکت بدهند ولی برای مدافعان این قابلیت وجود ندارد.
- تصرف منطقه: در این قسمت بازیکنان مدافع باید از یک محموله خطر زیستی[ز] حفاظت کنند. بازیکنان مهاجم باید تلاش کنند تا تمام مدافعان را از بین ببرند یا منطقه مورد نظر را در مدت معینی در اختیار داشته باشند. مدافعان نیز با حضور در منطقه باید از تصرف آن توسط حریف جلوگیری کنند.
- بمب: در این قسمت بازیکنان مهاجم باید دو بمب را در زمان معین خنثی کنند. برخلاف دو قسمت قبل در صورتیکه بازیکنان مدافع تمام مهاجمان را از بین ببرند ولی خنثی کننده[ژ]فعال شده باشد یک نفر از مدافعان باید در زمان باقی‌مانده خنثی کننده را پیدا کند و آن را غیرفعال کند.

شکار تروریست این بخش خود یک بخش جداگانه محسوب می‌شود. در این قسمت بازیکن می‌تواند به تنهایی یا با کمک هم تیمی‌های خود علیه تروریست‌ها (بات‌های بازی) بجنگد. در این بخش همانند بخش چند نفره خنثی کردن بمب، آزاد سازی یا حفاظت از گروگان وجود دارد ولی به جای حالت تصرف منطقه بازیکنان باید تمام تروریست‌ها را در تمام نقشه از بین ببرند.
حالت زامبی  این بخش برای اولین بار در فصل اول سال سوم این بازی در بسته الحاقی عملیات کیمرا با نام شیوع منتشر شد و به مدت سی روز روی سرورهای این بازی قرار گرفت. برخلاف نسخه اصلی این قسمت داستان کوتاهی را (هم در فیلم‌ها و هم در روند بازی) روایت می‌کرد و در آن همانند سایر بخش‌ها تمرکز زیادی بر همکاری گروهی داشت. سازندگان با الهام‌گیری از بازی‌های مشهور مانند Left 4 Dead تعداد بازیکنان حاضر در نقشه را به سه نفر رساندند. همچنین تعداد شخصیت‌های حاضر در این بخش بسیار کم‌تر از شخصیت‌های حاضر در سایر بخش‌ها بود. هر چند که این قسمت به عنوان حالت زامبی این سری نامیده می‌شود برخلاف سایر بازی‌هایی مانند Left 4 Dead یا Call of Duty بخش Zombies که تمرکز زیادی بر بخش بقای شخصیت‌ها دارند بخش اوت‌بریک تمرکز زیادی بر جنبه‌های بقای این سبک بازی‌ها نداشت.
داستان بازی در شهری به اسم حقیقت یا پیامد ها اتفاق می‌افتد. یکی از شهروندان این شهر به اسم بوید شاهد سقوط یک شی عجیب از آسمان است او به سمت محل سقوط این جسم روانه می‌شود او کپسولی متعلق به شوروی سابق را می‌یابد. بوید این کپسول را باز می‌کند اما با این کار ویروس بیگانه خطرناکی که در بازی به نام انگل بیگانه شناخته می‌شود به او سرایت می‌کند. در عرض یک یا دو هفته تمام شهر به این ویروس عجیب آلوده می‌شوند اما هنوز پیامد این ویروس ناشناخته است.
پس از دو هفته شهر در وضعیت قرمز قرار می‌گیرد این ویروس جهشی را در بیماران پدیدمی‌آورد و آن‌ها را تبدیل به موجودات وحشی و خطرناکی می‌کند؛ این اتفاق برای اولین بار در خود بوید که بیمار صفر بود ظاهر می‌شود. در ادامه گروه رینبو سیکس تعدادی از مأموران خود را برای مقابله با این بحران ارسال می‌کند. آنها برای مقابله با این بیماری ابتدا می‌بایست فردی را به نام دکتر "الن مکینتاش"، که در زمان شیوع، مسؤولیت درمان بیماران را به عهده گرفته بود بیابند و پس از آن کپسول حاوی ویروس را پیدا کنند شاید بتوانند درمانی را برای این بیماری پیدا کنند.
بازیکنان این بخش را در دو درجه سختی می‌توانستند تجربه کنند؛ در درجهٔ عادی برخلاف رویه معمول بازی شلیک به یاران در این حالت وجود نداشت ولی در درجهٔ دوم شلیک به یار باعث صدمه دیدن وی می‌شد

## محتوای بازی
مطابق بازی، گروه رینبو یک گروه بین‌المللی است و عملیات‌های این گروه در سطح جهانی اجرا می‌شود؛ بنابراین نقشه‌های متنوعی از سراسر جهان در بازی وجود دارد. همچنین شخصیت‌های این بازی همگی جز گروه‌های ضد تروریستی کشورهای مختلف جهان هستند. پنج گروه اصلی GIGN ,GSG9 ،FBI ,SAS و Spetnaz از نسخه اولیه در بازی وجود دارند هر کدام از پنج گروه چهار شخصیت یا اپراتور دارد که دو نفر در گروه حمله و دو نفر در گروه دفاع قرار می‌گیرند. همچنین در بسته‌های الحاقی بازی که به نام Operation عرضه می‌شوند معمولاً دو اپراتور و یک نقشه جدید به بازی افزوده می‌شود.

## انتشار
در جریان نمایشگاه رسانه و تجارت ای۳ ۲۰۱۴ نسخه آلفای این بازی معرفی شد و بازی به دو شکل توزیع فیزیکی و توزیع دیجیتالی در یوپلی، استیم و سایر فروشگاه‌های الکترونیکی در دسترس بازیکنان قرار گرفت.
شرکت یوبی‌سافت در ابتدا اعلام نمود که پشتیبانی از بازی تا دو سال ادامه خواهد داشت؛ اما در سال دوم اعلام شد که یک سال دیگر به این پشتیبانی ادامه داده خواهد شد. اما دوباره در اوایل سال سوم اعلام شد که این بار تا ده سال این بازی توسط این شرکت پشتیبانی می‌شود، اما خبری از نسخه دوم این بازی نخواهد بود.
در جدول زیر بسته‌های الحاقی منتشر شده بازی از سال ۲۰۱۶ و پس از گذشت یک سال از عرضه نسخه اصلی معرفی شده‌است. این بسته‌ها علاوه بر معرفی شخصیت‌ها و نقشه‌های جدید یا بهبود و تغییر نقشه‌های قدیمی، تغییراتی را در ساختار کلی بازی (مانند روند بازی یا موسیقی متن و اضافه کردن رویدادهای خاص) نیز به وجود می‌آورند.
| محتوای قابل دانلود و بسته‌های الحاقی ۲۰۱۶–۲۰۱۷ | محتوای قابل دانلود و بسته‌های الحاقی ۲۰۱۶–۲۰۱۷ | محتوای قابل دانلود و بسته‌های الحاقی ۲۰۱۶–۲۰۱۷ | محتوای قابل دانلود و بسته‌های الحاقی ۲۰۱۶–۲۰۱۷ |
| --------------------------------------------- | --------------------------------------------- | --------------------------------------------- | --------------------------------------------- |
| سال                                           | نام و فصل انتشار                              | تاریخ انتشار                                  |                                               |
| سال ۱                                         | عملیات «یخ سیاه»                              | ۲ فوریه ۲۰۱۶                                  |                                               |
| سال ۱                                         | عملیات «خط شن»                                | ۱۱ می ۲۰۱۶                                    |                                               |
| سال ۱                                         | عملیات «باران جمجمه»                          | ۲ اوت ۲۰۱۶                                    |                                               |
| سال ۱                                         | عملیات «زاغ سرخ»                              | ۱۷ نوامبر ۲۰۱۶                                |                                               |
| سال ۲                                         | عملیات «پوستهٔ مخملی»                          | ۸ فوریه ۲۰۱۷                                  |                                               |
| سال ۲                                         | عملیات «سلامت»                                | ۶ ژوئن ۲۰۱۷                                   |                                               |
| سال ۲                                         | عملیات «خون ارکیده»                           | ۵ سپتامبر ۲۰۱۷                                |                                               |
| سال ۲                                         | عملیات «نویز سفید»                            | ۵ دسامبر ۲۰۱۷                                 |                                               |
| محتوای قابل دانلود و بسته‌های الحاقی ۲۰۱۸–۲۰۱۹ |                                               |                                               |                                               |
| سال                                           | نام و فصل انتشار                              | تاریخ انتشار                                  |                                               |
| سال ۳                                         | عملیات «کیمرا»                                | ۶ مارس ۲۰۱۸                                   |                                               |
| سال ۳                                         | عملیات «پارا بلوم»                            | ۷ ژوئن ۲۰۱۸                                   |                                               |
| سال ۳                                         | عملیات «آسمان تیره»                           | ۴ سپتامبر ۲۰۱۸                                |                                               |
| سال ۳                                         | عملیات «ارگ باد»                              | ۱۷ نوامبر ۲۰۱۸                                |                                               |
| سال ۴                                         | عملیات «افق سوخته»                            | ۱۷ فوریه ۲۰۱۹                                 |                                               |
| سال ۴                                         | عملیات «دید شبح»                              | ۱۹ می ۲۰۱۹                                    |                                               |
| سال ۴                                         | عملیات «خیزش اخگر»                            | ۱۸ اوت ۲۰۱۹                                   |                                               |
| سال ۴                                         | عملیات «امواج سرکش»                           | ۱۰ نوامبر ۲۰۱۹                                |                                               |
| محتوای قابل دانلود و بسته‌های الحاقی ۲۰۲۰      |                                               |                                               |                                               |
| سال                                           | نام و فصل انتشار                              | تاریخ انتشار                                  |                                               |
| سال ۵                                         | عملیات «لبه خالی»                             | ۱۰ مارس ۲۰۲۰                                  |                                               |
| سال ۵                                         | عملیات «موج پولادین»                          | ۱۹ می ۲۰۲۰                                    |                                               |
| سال ۵                                         | عملیات «میراث سایه»                           |                                               |                                               |